# Santa Bárbara (Bolivariano Angostura)
Pour les articles homonymes, voir Santa Barbara.
Santa Bárbara est l'une des quatre divisions territoriales et statistiques et l'une des trois paroisse civiles de la municipalité de Bolivariano Angostura dans l'État de Bolívar au Venezuela. Sa capitale est Santa Bárbara de Centurión.

## Géographie

### Démographie
Hormis sa capitale Santa Bárbara de Centurión, la paroisse civile possède plusieurs localités :
- Piloncito
- Santa Bárbara de Centurión
- Santa Bárbara del Oeste
- Santa Cruz